# تومويا موري
تومويا موري (باليابانية: 森友哉؛ بالكانا: もり ともや) هو لاعب كرة قاعدة ياباني، ولد في 8 أغسطس 1995 في Minami-ku, Sakai ‏ في اليابان.

## وصلات خارجية
- تومويا موري على موقع الدوري الياباني لكرة القاعدة (الإنجليزية)
- تومويا موري على موقعبيزبول رفرنس.كوم (الدوري الثانوي) (الإنجليزية)